# Râul Valea Adâncă, Năvodari
- Pentru alte râuri omonime, vedeți pagina Râul Valea Adâncă (dezambiguizare).

Râul Valea Adâncă este un curs de apă, care se varsă în ramura Năvodari a Canalului Dunăre-Marea Neagră. 